# パキータ

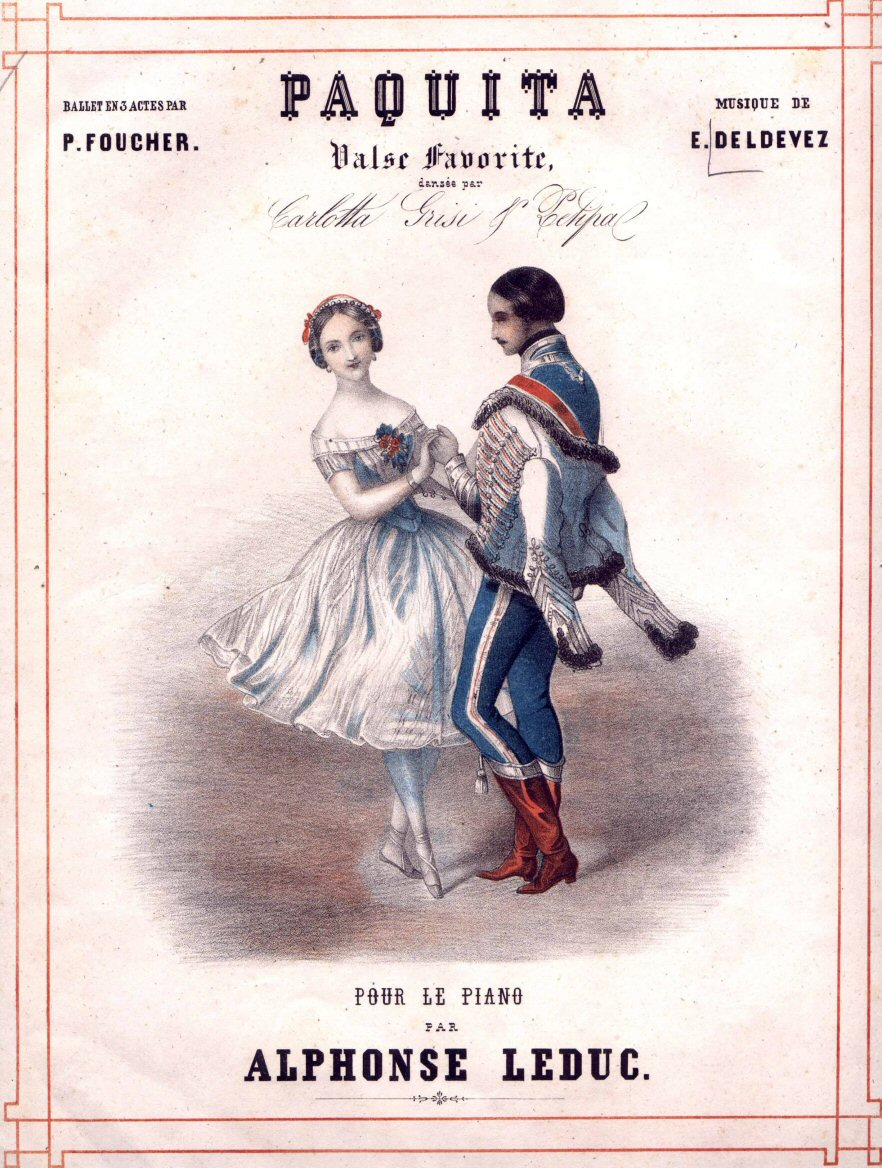
デルデヴェスによるピアノ楽譜の表紙。
1847年。

『パキータ』 （Paquita） は、1846年にフランスで作られた全2幕3場のバレエ作品。原振付はジョゼフ・マジリエ、音楽はエドゥアール・デルデヴェス。
ナポレオン軍占領下のスペインで、ジプシーの娘パキータがフランス軍将校リュシアンを陰謀から救う恋物語である。民族色あふれるスペイン風の踊り、ジプシーの踊りが見せ場の一つとなっている。
若きマリウス・プティパがロシアで初めて演出を手がけた作品としても知られており、今日ではプティパ版の抜粋（音楽はレオン・ミンクス）が1幕の作品として上演されることが多い。

## あらすじ

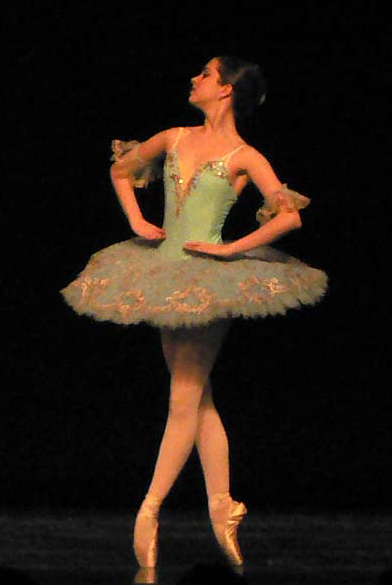
パキータのヴァリアシオン

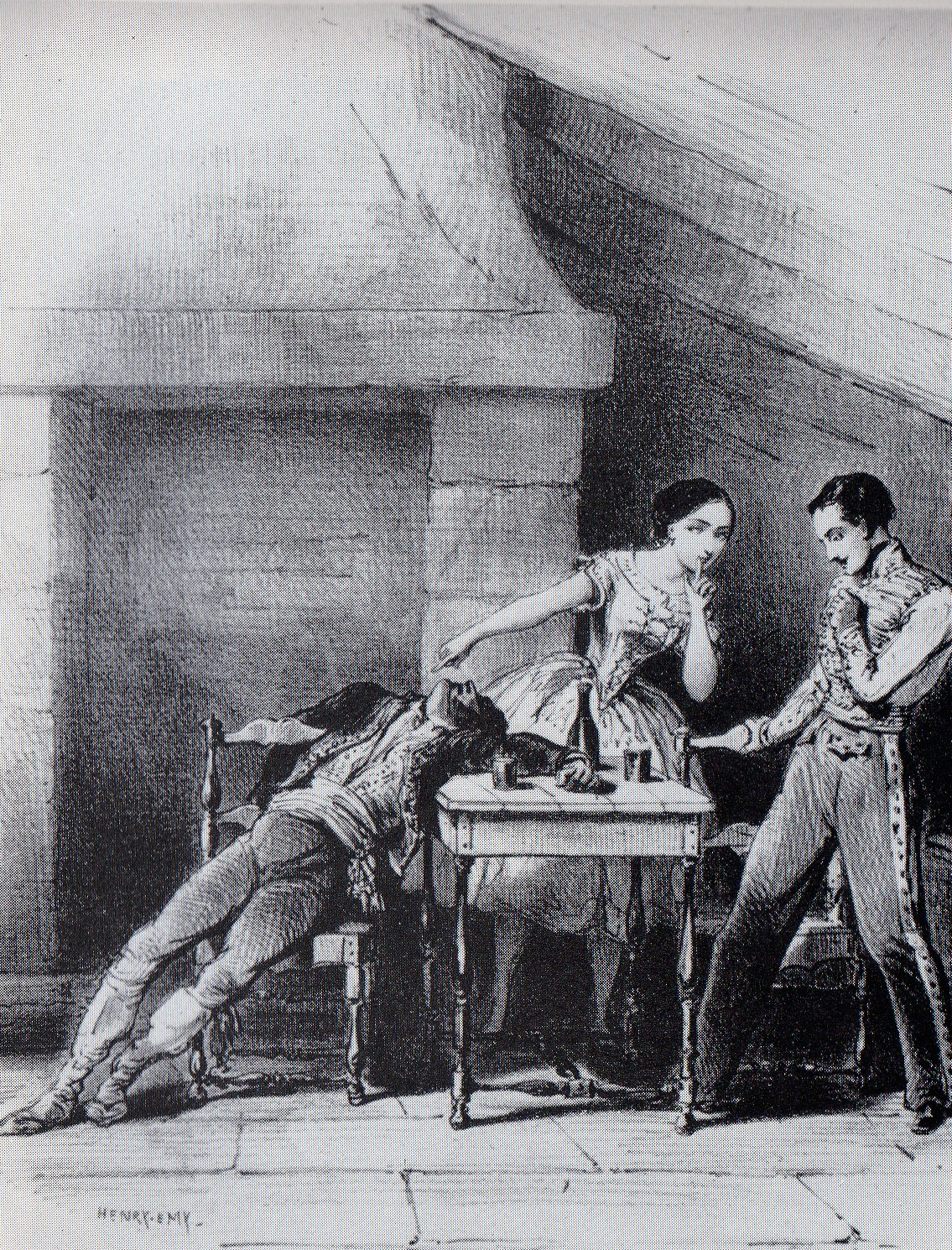

| 主な登場人物   |                   |                                  |
| リュシアン     | Lucien d'Hervilly | フランス軍の将校                 |
| デルヴィリ伯爵 | Comte d'Hervilly  | リュシアンの父、フランス軍の将軍 |
| ドン・ロペス   | Don Lopez         | スペイン人の地方総督             |
| パキータ       | Paquita           | ジプシーの若い娘                 |
| イニゴ         | Iñigo             | ジプシーの首領                   |

### 第1幕
サラゴサ郊外の谷間で、デルヴィリ将軍と息子のリュシアン、総督ロペス、ロペスの妹セラフィナらが集まっている。戦役で権力者となったデルヴィリ伯爵は、息子を総督の妹と縁組させようとしているが、リュシアンは愛情を感じないセラフィナとの結婚には気乗りしない。ロペスもまた自国に攻め込んできたフランス人どもを心密かに憎んでいた。
このときイニゴの率いるジプシーの一団が山から下ってきた。この中にジプシーらしからぬ雰囲気のパキータがいる。リュシアンは彼女に惹きつけられる。イニゴも以前からパキータに好意を抱いていたので、リュシアンに対して激しく嫉妬する。2人は衝突しそうになるが、総督のとりなしで何とかその場は収まった。
イニゴがリュシアンに敵意を抱いていることを見てとった総督ロペスは、イニゴを雇ってリュシアンを暗殺することを思いつく。

### 第2幕
第1場

ジプシーの住居の中。パキータは昼間出会った将校リュシアンのことが忘れられず思い悩んでいる。そこに仮面をつけたロペスと、イニゴが現れた。リュシアン暗殺が計画されていることを知ったパキータは慄然とし、何とかこれを阻止したいと考える。
やがてリュシアンがやってきた。食事と共に毒酒を供されるが、パキータが何とか飲ますまいとする。リュシアンも様子がおかしいことに気付く。パキータは一瞬の隙をついて杯を入れ替え、イニゴはそれを飲んで倒れこんでしまった（挿絵）。
第2場

サラゴサのフランス軍司令官邸。デルヴィリ将軍と、総督ロペスらを囲んで舞踏会が行われている。リュシアンの姿が見当たらないので不安に思っていた矢先、本人がパキータを連れて現れた。リュシアンは襲撃を危うく免れたことを話し、自分を救ったパキータを紹介する。その場でリュシアンは求婚するが、身分の違いからパキータはそれを拒んでいる。このときパキータは総督ロペスを見て、それが仮面をつけてイニゴとともにやってきた男だと見破った。悪事が露見したロペスは連行され、ようやく危機は去った。
それでもパキータは幸福につながるとは思っていない。しかし舞踏の間に掲げられている肖像画を見るや、自分の胸に下げているメダイヨンの絵と同じであることに気付く。彼女は行方不明となっていたデルヴィリ将軍の亡き弟の娘であった。晴れて家族として受け入れられ、喜びの中に祝いの舞踏会が始まる。

## 概要
初演は1846年4月1日にパリの帝室音楽アカデミー（現在のオペラ座）で行われた。
- 原振付 - ジョゼフ・マジリエ
- 台本 - P・フーシェとマジリエの合作
- 音楽 - エドゥアール・デルデヴェス

カルロッタ・グリジがパキータ役を、リュシアン・プティパ （マリウス・プティパの実兄で後にオペラ座のメートル・ド・バレエとなる） がリュシアン役を踊った。物語がやや通俗的であるものの、第一帝政時代のフランスを再現した舞台装飾とグリジの踊りが見事であったとして当時の批評家T・ゴーティエはこれを好感した。グリジのパキータ役は当時としてはポワントで立つ時間が非常に長かったとされ、雑誌 『ル・コルセール・サタン』 は最大級の讃辞を贈ったという
。
好評に後押しされる形で、同年6月にはグリジをパキータ役としてロンドンの王立劇場でも上演され、オペラ座では1851年まで演じられた。

## プティパ版

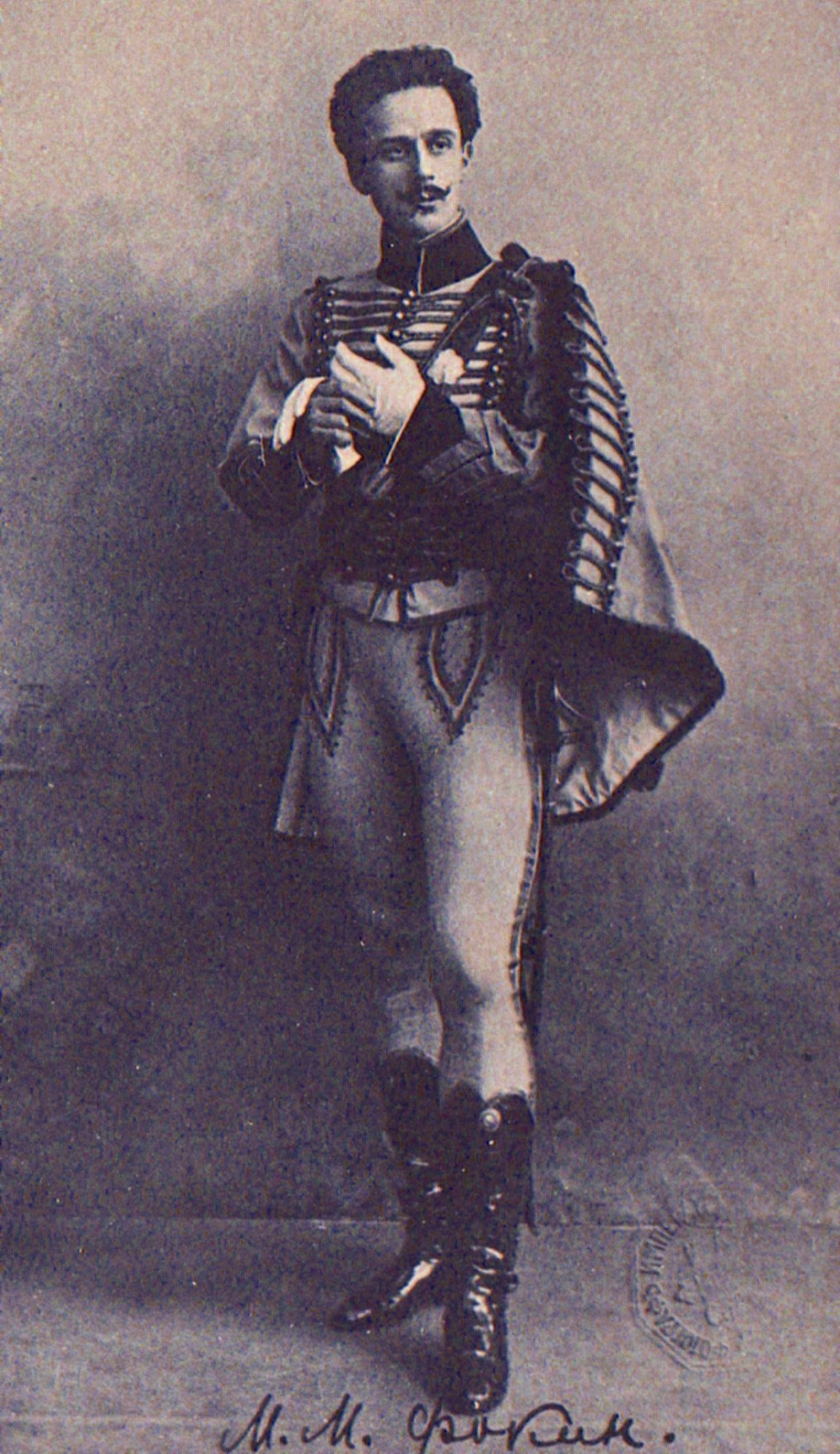
ミハイル・フォーキンの扮するリュシアン。1898年、マリインスキー劇場にて。

1847年、第一舞踏手としてロシア帝室劇場 （現在のマリインスキー・バレエ） に招かれていた弟のマリウス・プティパは、『パキータ』 の評判を聞きつけた支配人A・M・ゲデオノフの依頼を受け、P・F・マレヴェルニュとともに新演出でこれを上演した。これはマリウスのロシアにおける振付家・舞踏手デビューとなり、ロシアのバレリーナ、E・アンドレヤノワと共に皇帝ニコライ1世の御前でリュシアン役を踊った。
それから34年後の1881年、プティパは新たにレオン・ミンクスの音楽によるパ・ド・トロワ（3人の踊り）とグラン・パを加えて大幅な改作をほどこし、1882年1月8日に帝室劇場で上演した。作品の設定がスペインであるにもかかわらず、帝室バレエ学校の生徒に踊らせるマズルカを挿入するなど、ややこじつけに近い部分もあったが、振付をほぼ全面的に一新して、グラン・パによって終幕の祝いの舞踏会を強調したものとなった。
プティパの死後は全幕ではなく、この第3幕のみが演じられるようになり、ロシア革命後の1920年代には一旦上演が途絶えてしまう。しかし1957年にソ連のK・ボヤルスキーがグラン・パのみを再演し、また西側に移住していたジョージ・バランシンやアレクサンドラ・ダニロワがミンクスの楽曲部分を集成したものを1幕物として復活させた。同様の動きが各国に広がり、今日上演されるものは後述するラコット版を除き、ほとんどがこの短縮されたミンクス=プティパ版を下敷きとしている。

## ラコットによる復元版
2001年1月、パリ・オペラ座のピエール・ラコットにより、永らく演じられなかった1881年版の全曲上演が行われた。
マジリエの原振付が今日まで正確に伝わっていないため、プティパによる追加部分以外はラコットが新たに振付けて2幕構成に復元した。オペラ座のレパートリーに加えられ、その後も繰り返し再演されている （動画参照）。

## 動画
- オペラ座・ラコット版 『パキータ』 第一幕 パ・ド・トロワ　（YouTube・エマニュエル・ティボーほか）